# 最澄
最澄（日语：／ Saichō，767年9月15日—822年6月26日），俗名三津首广野（日语：／ Mitsu no obitohirono），密教法號福聚金剛，出生于日本近江国（滋贺县）滋贺郡古市乡（今大津市），平安時代僧人、日本天台宗的开创者。
他也是著名書法家，作品中以與空海門下的泰範之《久隔帖》最為著名。

## 生涯
12岁在近江国分寺出家，座师行表和尚，14岁受戒，得法名最澄。
19岁（延历4年（785年））在奈良东大寺受具足戒。同年7月，登比叡山修行，通读大藏经。
797年，被任命为内供奉十禅師之一。
802年，被任命为高雄山寺（神護寺）法華会的講師。入选入唐求法的短期留学生。
804年7月、同空海以及任翻译的师弟義真等自九州出发。9月抵达明州（今中国浙江宁波）。遂登天台山，向湛然弟子辈的道邃、行満等禅师学习天台宗教义，受菩薩戒。
805年5月、回日本，在和田岬（今神户市）上陸，开设了日本最早的密宗道场能福護国密寺。7月入京都，在途中缮写了佛经230部460卷。适逢桓武天皇卧病、最澄在宮中为天皇祈祷康复。
弘仁十三年六月初四日（822年6月26日)，最澄大師在比叡山中道院內圓寂，享年五十四歲。貞觀八年（866年)，清和天皇下詔追封最澄為「傳教大師」。

## 日本後紀
『日本後紀』嵯峨天皇紀，錄有最澄薨傳。
　癸亥，傳燈大法師位最澄，卒。云云。延曆末，入唐請益。皇太子詹事陸淳左降台州刺史，會屈天台宗道邃和尚為座主。儻預講筵，稟學略了。良緣有感，一面為歡。助寫宗書三百餘卷訖，即復本職，拜別上京。既而隨使歸來，弘演宗義。云云。年五十有四。

## 日本國史略
『日本國史略』桓武天皇紀中，屢有贊評，言及最澄。其詞如下：
　二年，敕曰：「京畿定額諸寺，其數有限。既禁私立道場。比來，所司寛縱，曾不糺察。如經年代，無地不寺。宜嚴加禁斷。」【松苗曰：佛法東渡以來，世創寺塔。至前朝建國分寺，其弊極矣。韓子所謂：『人其人，火其書，廬其居。』者，勢既不易為也。帝立此禁，寔權宜良方也。獨怪未幾，延曆七年，僧最澄，創寺於比叡山，建根本中堂。安藥師寺像，以稱濟世醫國。其後子院眾多，遂及三千。鴨水東北，無地不寺。民居，僅夾堂塔之間。而山徒暴虐，動起甲兵。譬由庸醫，口稱仁術，每損人命。遂至使後世天子，有：『鴨水之漲與山僧之暴，朕亦無奈之何。』之嘆。嗚呼！自佛法入我邦以降，蠹國害政，未有如是甚者也。惜哉當時，處此良方，徒置不用，而使病勢益劇。茍有志濟世者，安得不長大息乎。後經七百餘歲，平公信長，一怒，火攻之。天下大患，始得痊癒矣。治療之功，卻出自武將。豈謂之下策劫法乎。】

## 作品

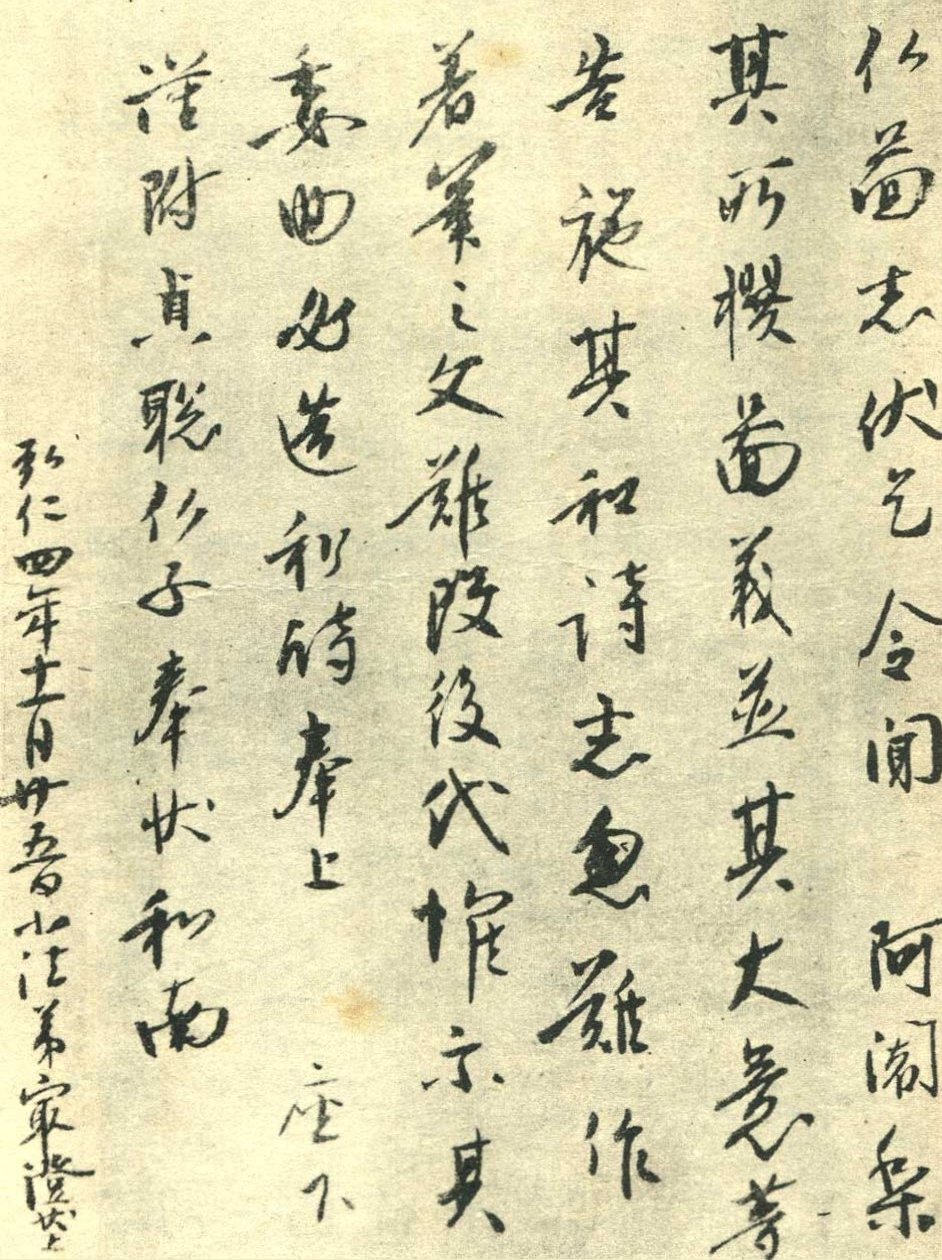
久隔帖（部分） 最澄筆

弘仁4年（813年）11月25日，最澄寫信給正在京都高雄山修道的泰範，前有「久隔清音」四字，故稱《久隔帖》。泰範原本是最澄的得意弟子，但最澄派他去向空海學習。最澄先前想跟空海借書修道，但空海批評最澄，認為修道怎可以透過借書而非師傳，有所齟齬。最澄寫此信，主要是想透過泰範，向空海詢問《一百廿禮佛》（文殊讚法身礼）的大意。最澄非常有禮，為了表示尊敬，提到空海皆稱阿闍梨並使用抬頭。

### 文字
久隔清音，馳戀無極，傳承安和，且慰下情：
大阿闍梨所示五八詩序中，有《一百二十禮佛並方圓圖並注義》等名，今奉和詩，未知其《禮佛圖》者。伏乞令聞  阿闍梨，其所撰圖義並其大意等告。
施其和詩者忽難作，着筆之文難改後代，惟示其委曲。必造和詩，奉上  座下。謹附貞聰佛子奉状和南。
弘仁四年十一月二十五日。小法弟最澄（状上）高雄範闍梨（法前）。
此頃得《法華》梵本一卷，爲令覽  阿闍梨。以來月九、十日許參上。若有和上暇必將參上，若無暇，更待後暇，惟示指南。（委曲尋申上。謹空。）

## 關連項目
- 風信帖
- 圓仁
- 圓珍
- 圓載
- 安然
- 空海